# Emma Kirchner
Johanna Frederike Doris Emma (Emma) Kirchner (Leipzig, 30 maart 1830 - Amsterdam, 10 februari 1909) was een van de eerste vrouwelijke fotografe in Nederland in de negentiende eeuw. Emma Kirchner had een portretstudio in Delft, waarbij zij samenwerkte met verschillende compagnons en leerlingen.

## Biografie
Emma Kirchner werd op 30 maart geboren in Leipzig. Zij was een dochter van kleermaker Carl Pancras Kirchner en Johanna Frederika Fritzsche.
Op 26 december 1852 kreeg Emma Kirchner een dochter, die de namen Elisa Augusta Doris Ida (Doris) kreeg. De vader, met wie Emma niet gehuwd was, was Rudolph Löes, uitgever en boekhandelaar. Acht dagen eerder was Emma's zus Maria, drie jaar jonger en eveneens ongehuwd, ook bevallen van een dochter, die zij Emma noemde. In maart 1860 reisde Maria Kirchner naar Nederland. Zij trouwde op 22 augustus van dat jaar in Delft met Frederik Gräfe, geweermaker en smid. In 1863 verhuisden Emma Kirchner met haar dochter Doris en de moeder van beide zussen, de weduwe Johanna Frederika Kirchner-Fritzsche ook naar Nederland. De vader van Emma en Maria was in 1833 al overleden, waarna hun moeder de kleermakerij voortzette, aan de "Große Fleischergasse" 24 in Leipzig. In dezelfde buurt waren fotoateliers gevestigd van Alexander Seisz, Hermann Achilles en dat van Julius en Eduard Wehnert met Bertha Beckmann.

### Atelier in Delft

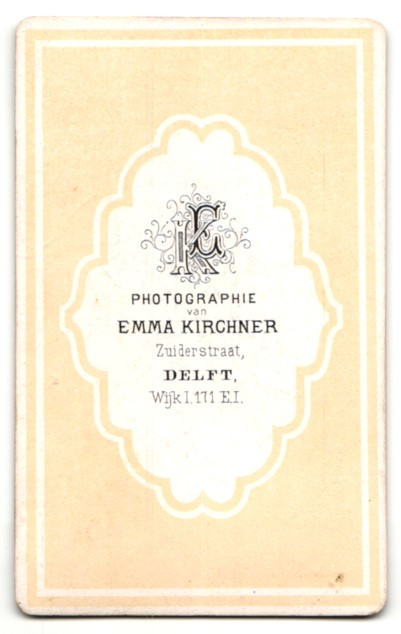
Achterkant foto met ateliergegevens

Emma Kirchner schreef zich in Delft in als fotografe. Kort daarna opende ze haar fotostudio E. Kirchner & Co aan de Zuiderstraat. Waar Emma Kirchner het vak heeft geleerd is niet bekend. Haar zwager, Frederik Gräfe, werd haar compagnon. In 1871 beëindigden de compagnons hun samenwerking. Frederik Gräfe vestigde zich vervolgens eveneens in de Zuiderstraat, terwijl Emma Kirchner in het oude atelier gevestigd bleef, dat zij van Gräfe huurde.
In 1872 nam Emma Kirchner een leerling aan, Henri de Louw die in de studio begon als retoucheur. In 1875 trouwde Henri de Louw met de dochter van Emma Kirchner, Doris. Emma Kirchner en Henri de Louw werden voor korte tijd compagnons en adverteerden gezamenlijk in de Delftsche Courant voor onder meer 'email portretten'. Bij echte emaillefotografie, voornamelijk toegepast voor grafsteenportretjes, werd met behulp van keramische pigmenten een fotografisch beeld ingebrand op een ondergrond van plaatijzer. Het is waarschijnlijker dat het hier gaat om  'semi-emaille' albuminedrukken, een imitatie van fotokeramiek waarbij de albuminedruk werd verhoogd met een laag celluloid en in een - meestal - ovale vorm werd geperst.  In de studio werden vooral cartes de visites gemaakt en kabinetkaarten, twee toenmaals gangbare formaten portretfoto's. In 1876 opende De Louw zijn eigen atelier aan zijn woonadres op de Koornmarkt.

### Opvolger
In 1899 berichtte Emma Kirchner in de Delftsche Courant dat zij haar atelier overdeed aan de fotograaf Johannes van Doorne, die vermoedelijk het vak bij haar had geleerd en die eerder haar assistent was. Kirchner verhuisde naar Den Haag. In 1901 werd het huwelijk tussen Doris Kirchner en Henri de Louw ontbonden, waarna Doris naar Amsterdam verhuisde. Emma volgde haar in 1903. Ze woonden in bij Doris' dochter Dora de Louw en haar echtgenoot Bernard Zweers.
Emma Kirchner overleed op 10 februari 1909 in Amsterdam.

## Werk
Kirchner maakte in haar studio portretten van burgers uit alle rangen en standen, van weeskinderen tot notabelen. Haar portretten variëren van ten voeten uit tot borstbeeld. De techniek die zij gebruikte was albuminedruk.
In 2003 werd in het Delftse museum Paul Tetar van Elven een expositie aan haar werk gewijd.

## Galerij

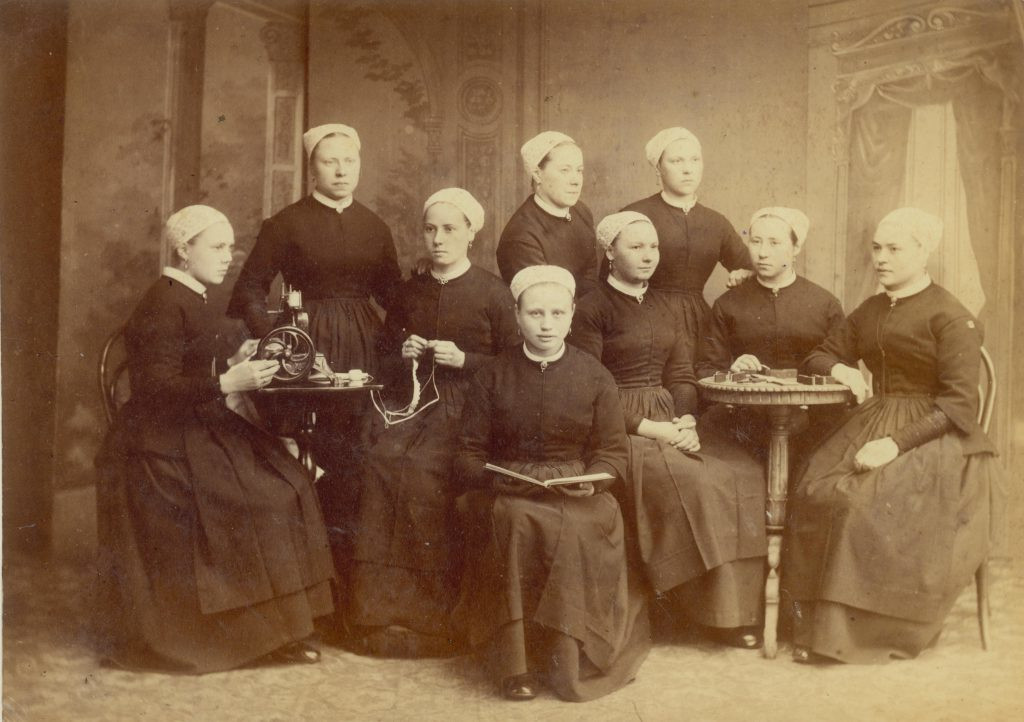
Weesmeisjes van het Weeshuis aan de Oude Delft, foto Emma Kirchner ca. 1880
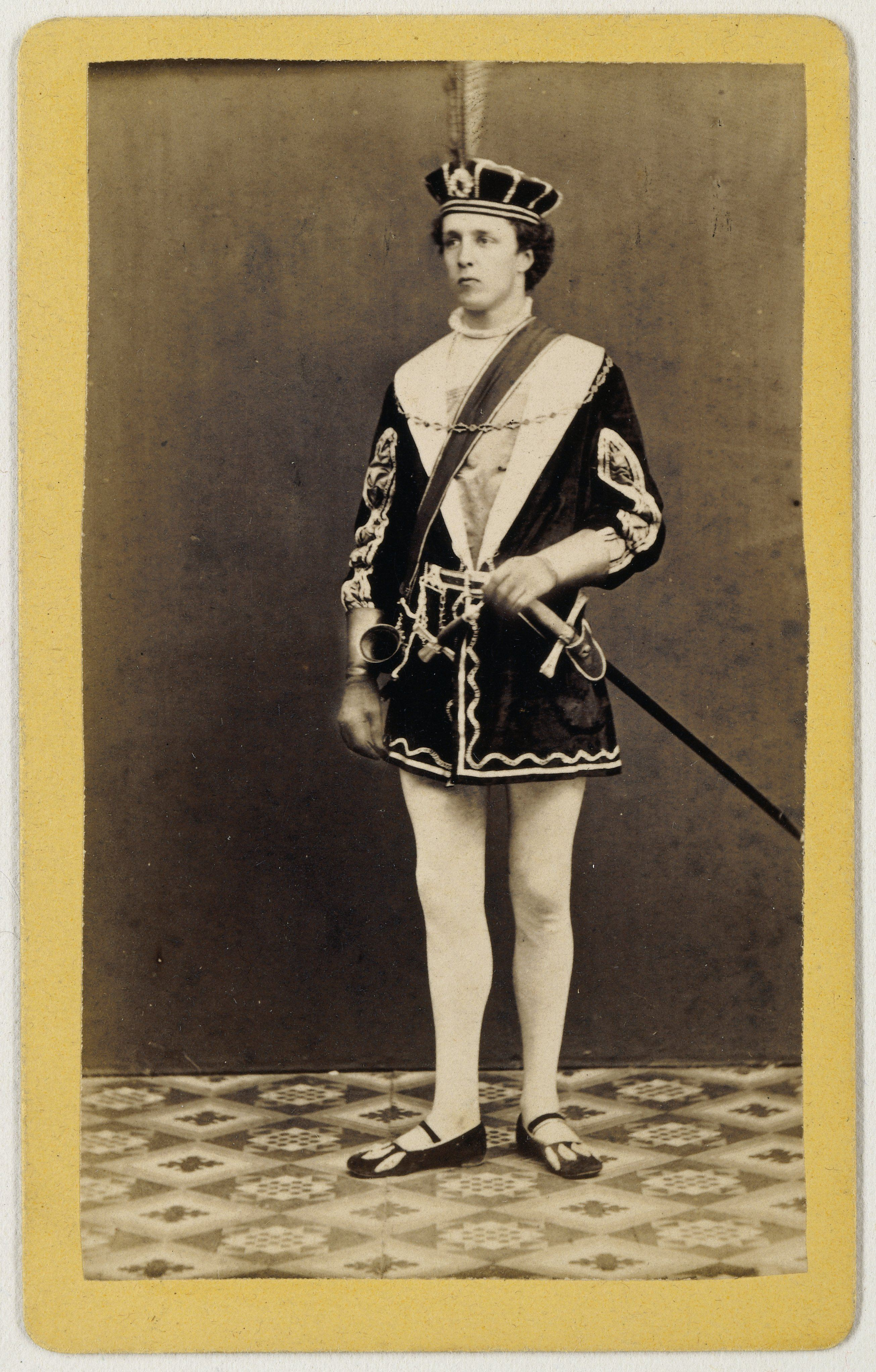
Portret van de (vermoedelijk) Delftse student W.H. Havelaar, foto Emma Kirchner ca. 1873
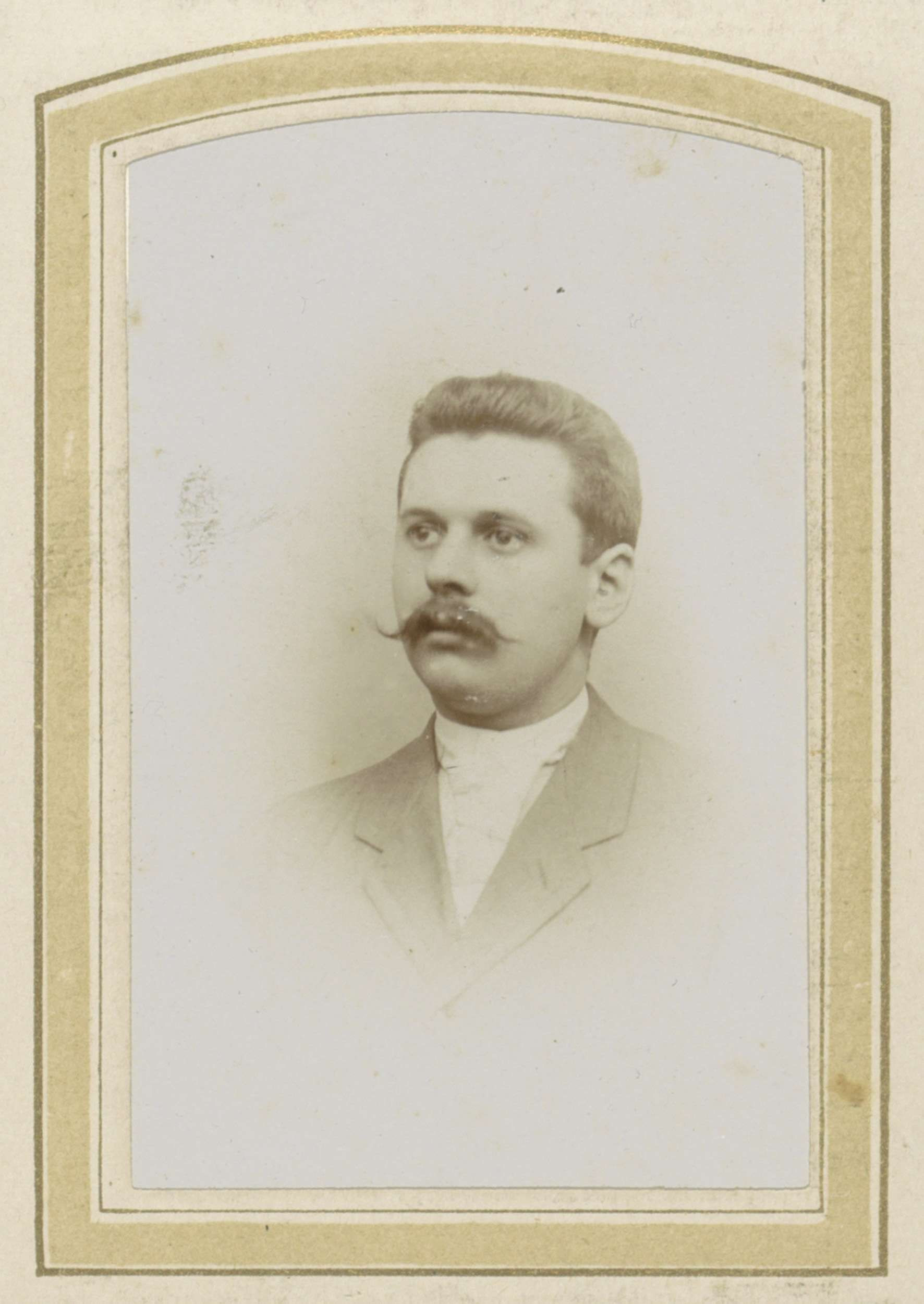
Portret van een man, foto Emma Kirchner circa 1863-1899
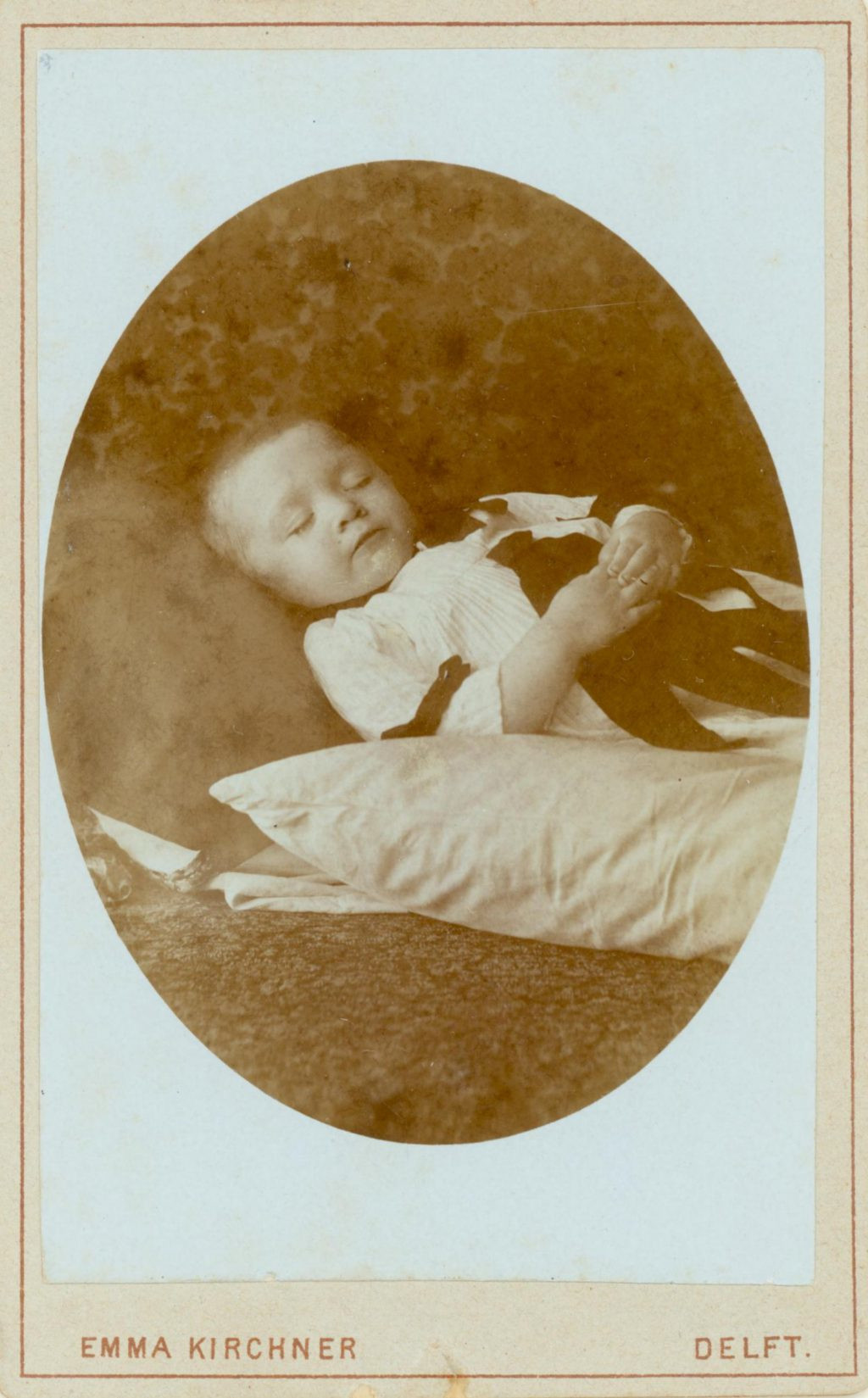
Doodsportret van een kind op een kussen (eind 19e eeuw)
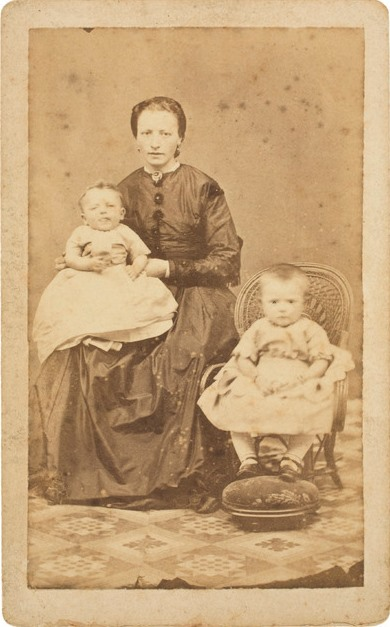
Portret van Catharina Johanna Kikkert (1846-1886) met twee kinderen